# Pedro Ricardo
Pedro Ricardo de Carvalho Oliveira, ou Dr. Pedro Ricardo (Saquarema, 18 de junho de 1981) é médico cardiologista e político brasileiro, filiado ao Progressistas. Atualmente é deputado estadual do Rio de Janeiro.

## Biografia[2]
Pedro Ricardo é filho do ex-prefeito de Saquarema, João Alberto Teixeira e da Sra. Célia Regina, irmão da neurologista e vereadora Drª Raquel Oliveira, eleita em 2016 e reeleita em 2020 e, também, da cardiologista Renata Oliveira. Dr. Pedro é casado com Juliana e pai do Pedro Jorge e da Pietra. 
Foi o vereador mais novo e o mais votado da sua cidade, Saquarema, em 2008 [carece de fontes?], sendo um dos mais atuantes em 2009 na Câmara Municipal da cidade.. Em 2010, Dr. Pedro Ricardo foi o segundo deputado federal mais votado pelo PRB ao Congresso Nacional.[carece de fontes?] E em 2016 vice-prefeito da cidade de Saquarema, ao lado da Prefeita Manoela, acumulando, nessa gestão, o cargo de Secretário de Saúde. Na ocasião, foi incisivo ao realizar ações combativas ao Novo Coronavírus, tornando Saquarema uma das primeiras cidades do estado a adotar medidas relacionadas à pandemia e a adquirir a vacina contra o vírus .[carece de fontes?]
Nas eleições de 2018, foi candidato a deputado estadual do Rio de Janeiro pelo PSL, eleito com 22.006 votos. Em 2022, com o apoio das lideranças municipais e dos eleitores do estado do Rio de Janeiro, Dr. Pedro Ricardo dobrou sua votação para a Assembleia Legislativa, alcançando 44.014 votos.  